# Karyabakti (Cidaun)
Karyabakti is een bestuurslaag in het regentschap Cianjur van de provincie West-Java, Indonesië. Karyabakti telt 4229 inwoners (volkstelling 2010).